# Анджело Турконі
Анджело Турконі (італ. Angelo Turconi, нар. 5 липня 1923, Сольб'яте-Олона — пом. 3 серпня 2011, Бусто-Арсіціо) — італійський футболіст, що грав на позиції півзахисника. По завершенні ігрової кар'єри — футбольний тренер.
Виступав, зокрема, за клуб «Про Патрія», а також національну збірну Італії.

## Клубна кар'єра
Народився 5 липня 1923 року в місті Сольб'яте-Олона. Вихованець футбольної школи клубу «Про Патрія». Дорослу футбольну кар'єру розпочав 1940 року в основній команді того ж клубу, з якою в першому ж сезоні зміг вийти з Серії С в Серію В, де провів ще один сезон.
1942 року перейшов до «Лігурії», у складі якої дебютував у сезоні 1942/43 у Серії А, проте закріпитись у команді не зумів, через що грав на правах оренди за «Варезе» та «Про Патрію». Після війни остаточно перебрався у «Про Патрію». Цього разу відіграв за команду з містечка Бусто-Арсіціо наступні п'ять сезонів своєї ігрової кар'єри. Більшість часу, проведеного у складі «Про Патрія», був основним гравцем команди, яка з 1947 року грала у Серії А.
Влітку 1950 року перейшов в «Комо», з яким провів ще три сезони у Серії А і один в Серії В. 
В сезоні 1954/55 виступав у Серії В за «Палермо», після чого грав за «Санремезе» та «Про Патрію» у Серії С.
Завершив професійну ігрову кар'єру у клубі «Боргоманеро», за команду якого виступав протягом 1958—1959 років.

## Виступи за збірну
1948 року у складі збірної був учасником футбольного турніру на Олімпійських іграх у Лондоні, на якому провів 2 матчі, забивши 1 гол у ворота збірної США.

## Кар'єра тренера
Розпочав тренерську кар'єру, повернувшись до футболу після невеликої перерви, 1964 року, очоливши тренерський штаб клубу «Вербанія».
В подальшому також очолював рідну «Про Патрію» та «Боргоманеро».
Помер 3 серпня 2011 року на 89-му році життя у місті Бусто-Арсіціо.
| Дата       | Місто     | Господарі | Результат | Гості  | Турнір  | Голи | Примітки |
| ---------- | --------- | --------- | --------- | ------ | ------- | ---- | -------- |
| 02/08/1948 | Брентфорд | США       | 0 – 9     | Італія | ОІ 1948 | 1    |          |
| 05/08/1948 | Лондон    | Данія     | 5 – 3     | Італія | ОІ 1948 | -    |          |
| Усього     |           | Матчів    | 2         |        | Голів   | 1    |          |